# Medskogstjärnen (Hälsingtuna socken, Hälsingland)
Medskogstjärnen är en sjö i Hudiksvalls kommun i Hälsingland och ingår i Harmångersån-Delångersåns kustområde.